# یوهان کارت‌هویزر
یوهان کارت‌هویزر (آلمانی: Johann Friedrich Cartheuser؛ ۲۹ سپتامبر ۱۷۰۴ – ۲۲ ژوئن ۱۷۷۷) یک پزشک و شیمی‌دان اهل آلمان بود.